# 大塚春彦 (弁理士)
大塚 春彦（おおつか はるひこ）は、日本の弁理士。知的財産修士（専門職）。工学士（九州大学）。日本弁理士会九州会2021副会長・元総務企画委員長。佐賀県知財総合支援窓口専門家2021/2022相談員。高津国際特許事務所所属。

## 略歴
福岡県西南学院高等学校卒業。2007年九州大学工学部物質化学工学科卒業。大阪工業大学知的財産専門職大学院知的財産専攻修了、知的財産修士（専門職）。その後、弁理士試験合格、2013年弁理士登録（登録番号19120）。2016年高津国際特許事務所入所。2020年特定侵害訴訟代理業務付記登録。
主な専門は、知的財産（特許/商標/外国出願）・ビジネスマネジメント、化学工学等 。主な所属団体は、日本弁理士会など。